# Herbert Jobst

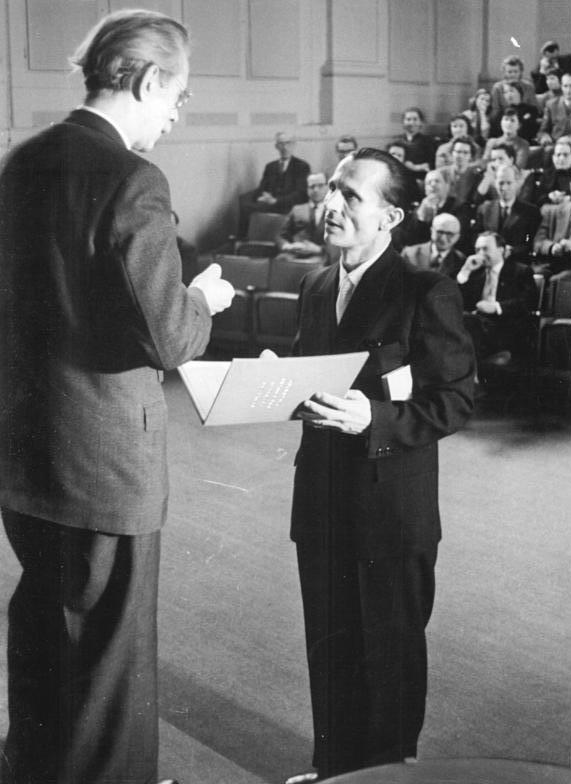
Otto Nagel (izquierda) entrega a Herbert Jobst el premio Heinrich Mann en el año 1958.

Herbert Jobst (Welzow, 30 de julio de 1915-Neustrelitz, 28 de junio de 1990) fue un escritor alemán.

## Vida
Hijo de un minero que falleció en la Primera Guerra Mundial, fue abandonado por su madre en Radeberg y pasó su infancia y adolescencia en centros y familias de acogida. Después de acudir a la escuela se formó como impresor en Meißen. En los años siguientes fue miembro del Sozialistische Arbeiter-Jugend, del Rote Falken y de Amigos de la Naturaleza. Se le convocó para trabajar con el objetivo de conseguir su «reeducación nacionalsocialista». En 1934 se fua a Austria, Italia y Yugoslavia, donde subsistió como vagabundo. Las autoridades austríacas lo enviaron de vuelta al Reich Alemán en 1937; allí fue reclutado por la Wehrmacht, aunque debido a la Wehrkraftzersetzung pronto fue internado en la Wehrmachtgefängnis Torgau. Al estallar la Segunda Guerra Mundial se le envió al frente oriental; fue hecho prisionero por los soviéticos en marzo de 1945 en Mamonowo. Estuvo trabajando en las minas de carbón de Cheliábinsk hasta diciembre de 1947, año en que regresó a Alemania.
Allí se empezó a ganar la vida como guarda nocturno en Dresde. Entre 1948 y 1956 trabajó para la SDAG Wismut como picador y carretillero. En 1952/53 aprobó una licenciatura en la Universidad de Freiberg, y ascendió a capataz. En 1956 se hizo miembro de la Arbeitsgemeinschaft Junger Autoren, y desde 1957 se empezó a ganar la vida como escritor, primero en Flöha y luego en Neustrelitz. Su mujer era la poeta Lisa Jobst.
Fue autor de novelas, relatos y guiones, entre ellos el de la película de la Deutsche Film AG Der Fremde. Su obra principal fue la tetralogía autobiográfica Der dramatische Lebensweg des Adam Probst. En 1958 recibió el premio Heinrich Mann, y en 1965 recibió el Kunstpreis des Bezirkes Karl-Marx-Stadt, el FDGB-Preis y el premio Fritz Reuter.

## Obra
- Der Findling (1957)
- Der Zögling (1959)
- Der Vagabund (1963)
- Blick auf Irdisches (1969, junto a Klaus Beuchler y Egon Richter)
- Der Glücksucher (1973)
- Tapetenwechsel (1983)